# Мала філологічна енциклопедія
Мала́ філологі́чна енциклопе́дія — довідкове видання з філології. Побачило світ 2007 року у видавництві «Довіра» (Київ).
Уклали енциклопедію кандидати філологічних наук Олександр Скопненко та Тетяна Цимбалюк.
У виданні стисло викладено інформацію про українську мову й літературу в їхніх зв'язках з мовами та літературами інших народів світу. Мала філологічна енциклопедія подає відомості про видатних письменників і науковців-філологів, розкриває основні поняття загального мовознавства, теорії літератури, славістики тощо.
Додатки ознайомлять читача з інформацією про генеалогічну та соціолінгвістичну класифікацію мов світу, про лауреатів Національної премії України імені Тараса Шевченка в галузі літератури та публіцистики.